# Élections régionales de 2000 à Madère
Les élections régionales de 2000 (en portugais : Eleições legislativas regionais na Madeira em 2000) se sont tenues le 15 octobre 2000 à Madère afin d'élire les 61 députés de l'Assemblée législative.

## Résultats
| Partis                   | Partis                                 | Voix    | %     | Sièges | +/-           |
| ------------------------ | -------------------------------------- | ------- | ----- | ------ | ------------- |
|                          | Parti social-démocrate (PPD/PSD)       | 72 588  | 55,95 | 41     | en stagnation |
|                          | Parti socialiste (PS)                  | 27 290  | 21,04 | 13     | en stagnation |
|                          | CDS – Parti populaire (CDS-PP)         | 12 612  | 9,72  | 3      | 1             |
|                          | Union démocratique populaire (UDP)     | 6 210   | 4,79  | 2      | 1             |
|                          | Coalition démocratique unitaire (CDU)  | 6 015   | 4,64  | 2      | en stagnation |
|                          | Parti de la solidarité nationale (PSN) | 2 243   | 1,73  | 0      | en stagnation |
|                          | Votes blancs                           | 1 136   | 0,88  |        |               |
|                          | Votes nuls                             | 1 640   | 1,26  |        |               |
|                          |                                        |         |       |        |               |
| Total                    | Total                                  | 129 734 | 100   | 61     | 2             |
| Abstentions              | Abstentions                            | 79 807  | 38,09 |        |               |
| Inscrits / participation | Inscrits / participation               | 209 541 | 61,91 |        |               |